# جعل الموسيقى ملكي
جعل الموسيقى ملكي هو فيلم مختارات موسيقية أمريكية للرسوم المتحركة تم إنتاجه عام 1946 من إنتاج والت ديزني وتم إصداره بواسطة آر كي أو بيكتشرز . إنه فيلم الرسوم المتحركة الثامن لشركة ديزني ، والذي صدر في 20 أبريل 1946.
خلال الحرب العالمية الثانية ، تم تجنيد الكثير من موظفي والت ديزني في الجيش ، ودعت حكومة الولايات المتحدة من بقوا إلى إنتاج أفلام تدريبية ودعاية . نتيجة لذلك ، امتلأ الاستوديو بأفكار قصة غير مكتملة. من أجل الحفاظ على قسم الأفلام الروائية على قيد الحياة خلال هذا الوقت الصعب ، أصدر الاستوديو ستة أفلام مجمعة بما في ذلك هذا الفيلم ، المكونة من مقاطع مختلفة غير مرتبطة معدة للموسيقى. هذا هو فيلم الحزمة الثالث ، بعد سالودوس اميجوس و السادة الأفاضل الثلاثة . دخل الفيلم في مهرجان كان السينمائي عام 1946.

## شرائح الفيلم
يحتوي هذا الفيلم الخاص على عشرة مقاطع من هذا القبيل.

### مارتينز وكويز
الفرقة الصوتية الإذاعية الشهيرة ذا كينج مان تغني قصة عداء على طراز هاتفيلدز وماكويز في الجبال. ينفصل الخلاف عندما وقع جريس مارتن وهنري كوي ، شابان من كل جانب ، في الحب عن غير قصد. [تم حظر هذا المقطع لاحقًا من إصدار الفيديو الأمريكي للفيلم بسبب اعتراضات الإدارة على تصوير الفيلم لاستخدام السلاح. ]

### بلو بايو
يتميز هذا المقطع بالرسوم المتحركة المخصصة في الأصل للفنتازيا باستخدام التكوين الموسيقي كلود ديبوسي كلير دي لون من جناح بيرجاماسك . ظهرت فيه طائران من البلشون يطيران عبر إيفرجليدز في ليلة مقمرة. ومع ذلك ، بحلول الوقت الذي تم فيه إصدار جعل الموسيقى ملكي ، تم استبدال كلير دي لون بالأغنية الجديدة بلو بايو ، التي يؤديها كين داربي المغني. ومع ذلك ، لا يزال الإصدار الأصلي للمقطع ساريًا.

### كل القطط تنضم
كان هذا المقطع أحد قسمين ساهم فيهما بيني جودمان وأوركسترا. يتم تشغيل موسيقاهم على عناصر مرئية رسمها قلم رسوم متحركة أثناء حدوث الإجراء. يصور المشهد مراهقين في الأربعينيات من القرن الماضي ، حيث جرفتهم الموسيقى الشعبية . يحتوي هذا المقطع على بعض العري الأنثوي الخفيف الذي تم تحريره في كل من إصدارات الدي في دي (قرص رقمي متعدد الاستخدامات في الولايات المتحدة والمملكة المتحدة ، على الرغم من أن إصدارات الفيديو المنزلية اليابانية للفيلم تتميز ببعض عري الإناث المعتدل وغير الخاضع للرقابة.

### بدونك
هذا المقطع عبارة عن أغنية من الحب الضائع ، غناها آندي راسل .

### كيسي في بات
ظهر في هذا المقطع جيري كولونا ، وهو يلقي قصيدة بعنوان «كيسي آت ذا بات» لإرنست ثاير ، حول لاعب الكرة المتغطرس الذي كان مغروره هو السبب. الإعداد عام 1902 ، في مدينة مودفيل. يتم المبالغة في لحظات قليلة أو تغييرها وإضافة الموسيقى. تم إصدار رسم كاريكاتوري تكميلي لهذا الجزء يسمى كيسي بات اجين في 18 يونيو 1954.

### اثنان من الصور الظلية
تضمن هذا الجزء اثنين من راقصي الباليه الحيويين ديفيد ليشين وتانيا ريابوشينسكايا ، وهما يتنقلان في صورة ظلية مع خلفيات وشخصيات متحركة. الراقصات برفقة اثنين من البوتي ، أيضًا في صورة ظلية. غنت دينة شور أغنية العنوان.

### بيتر والذئب
الجزء «بيتر والذئب» عبارة عن مسرحية متحركة للتأليف الموسيقي لعام 1936 لسيرجي بروكوفييف ، مع سرد للممثل ستيرلنج هولواي . ينطلق صبي روسي يُدعى بيتر إلى الغابة لاصطياد الذئب مع أصدقائه من الحيوانات: طائر يُدعى ساشا ، وبطة تُدعى سونيا ، وقطة تُدعى إيفان. تمامًا كما هو الحال في مقطوعة بروكوفييف ، يتم تمثيل كل شخصية بمرافقة موسيقية محددة: بيتر بواسطة الرباعية الوترية ، و ساشا بواسطة الفلوت ، و سونيا بواسطة أوبوا ، و إيفان بواسطة كلارينت ، و جراند با بواسطة زمخر ، وإطلاق النار على مسدسات الصيادين بواسطة دفية ، والذئب الشرير في المقام الأول من خلال القرون والصنج .

### بعدما رحلت
و في  هذا الجزء ظهر  للمرة أخرى بيني غودمان ورباعية غودمان ( تيدي ويلسون ، كوزي كول وسيد فايس ) كستة آلات مجسمة (بيانو ، باس ، سنار وباس برامز ، سيمبال وكلارينيت ) الذين عرضوا في ساحة اللعب الموسيقية.

### جوني فيدورا وأليس بلوبونيت
يروي هذا المقطع قصة رومانسية لقبعتين وقعتا في الحب في نافذة متجر متعدد الأقسام في مدينة نيويورك . عندما تم بيع أليس بونيه ، كرس جوني فيدورا نفسه للعثور عليها مرة أخرى. في النهاية ، بالصدفة البحتة ، يجتمعون مرة أخرى ويعيشون في سعادة دائمة معًا ، جنبًا إلى جنب. قدمت الأخوات أندروز الغناء. مثل الأجزاء الأخرى ، تم إصداره لاحقًا بطريقة مسرحية. تم إصداره على هذا النحو في 21 مايو 1954.

### النهاية:الحوت الذي أراد أن يغني في ميت
الجزء الأخير ، خاتمة الفيلم ، قصة حلوة ومرة عن حوت العنبر (اسمه ويلي) مع موهبة موسيقية لا تصدق وأحلامه في غناء الأوبرا الكبرى . انتشرت شائعة في جميع أنحاء المدينة حول حوت أوبرالي ، ولكن يبدو أنه تم دحضها ، لذلك يعتقد المصمم قصير النظر تيتي تاتي أن الحوت قد ابتلع مغني أوبرا. وختم هذا بعد دراسة قصة يونان .
شرع تيتي تاتي في «إنقاذ» محجره غير الموجود ، حيث أعلنت الصحف أنه ذاهب إلى البحر. ويتي ، صديق ويلي ، طائر النورس ، يحضر صحيفة ويلي بحماسة ، يعتقد جميع أصدقائه أن هذه فرصته الكبيرة ، لذلك يخرج للقاء القارب ويغني لـ تيتيي-تاتتي . وجدهم ، وعند سماعه ويلي يغني ، توصل تيتي تاتي إلى الاعتقاد بأن ويلي لم يبتلع واحدًا ، بل ثلاثة' مطربين (نظرًا لامتلاكه لثلاث لهجات ، لكل منها نطاق صوت مختلف ؛ التينور ، الباريتون والباس) ، والمطاردات مع حربة على متن قارب مع ثلاثة من أفراد الطاقم. عند سماع الحوت يغني ، يحاول أفراد الطاقم إيقاف تيتتي-تاتتي العنيد والمخدوع من قتل الحوت ، لأنهم يريدون مواصلة الاستماع إليه وهو يغني ، حتى لدرجة تثبيت تيتتي-تاتي بالجلوس عليه. يتبع المونتاج ما سيكون مستقبل ويلي الوظيفي في أداء الأوبرا على خشبة المسرح ، مع إظهار تيتتي-تاتتي أنه اقتنع أخيرًا بخلاف ذلك. في النهاية ، تندلع الحقيقة عندما ينجح تيتتي-تاتتي في قتل وقتل ويلي ، لكن الراوي يشرح بعد ذلك أن صوت ويلي (الآن في ألف ، كل منهم ذهبي أكثر من ذي قبل) سوف يغني في الجنة. روى نيلسون إيدي وقام بأداء جميع الأصوات في هذا المقطع. كما ويلي الحوت ، غنى إيدي ، من بين آخرين ، خبز شورتنين  ، «لارجو ال فاكتاتوم» من حلاق إشبيلية وجميع الأصوات الثلاثة للذكور في الجزء الأول من سداسي من أوبرا غايتانو دوزنيزيتي ، لوسيا دي لاميرمور . في النهاية ، شوهد وهو يغني قد تغفر لك السماء من أوبرا مارثا لـ فريدريش فيلهلم ريزي .

## طاقم العمل
| الممثل                   | الدور (الأدوار)                                 |
| ------------------------ | ----------------------------------------------- |
| نيلسون إيدي              | راوي؛ شخصيات ( الحوت الذي أراد أن يغني في ميت ) |
| دينة شور                 | مغني ( اثنان من الصور الظلية )                  |
| بيني جودمان              | موسيقي ( كل القطط تنضم إلي / بعد رحيلك )        |
| الأخوات أندروز           | المطربين ( جوني فيدورا وأليس بلوبونيت )         |
| جيري كولونا              | الراوي ( Casey at the Bat )                     |
| الجنيه الاسترليني هولواي | الراوي ( بطرس والذئب )                          |
| آندي راسل                | مغني بدونك                                      |
| ديفيد ليشين              | راقصة ( صورتان ظليتان )                         |
| تانيا ريابوشينسكايا      | راقصة ( صورتان ظليتان )                         |
| المزمار                  | المطربين ( كل القطط انضموا )                    |
| رجال الملك               | المطربين ( The Martins and the Coys )           |
| مطربين كين داربي         | المطربين ( بلو بايو )                           |

## موسيقى
| #   | عنوان                                 | المدة |
| --- | ------------------------------------- | ----- |
| 1.  | "Make Mine Music"                     |       |
| 2.  | "The Martins and the Coys"            |       |
| 3.  | "Blue Bayou"                          |       |
| 4.  | "All the Cats Join In"                |       |
| 5.  | "Without You"                         |       |
| 6.  | "Casey at the Bat"                    |       |
| 7.  | "Two Silhouettes"                     |       |
| 8.  | "Peter and the Wolf"                  |       |
| 9.  | "After You've Gone"                   |       |
| 10. | "Johnnie Fedora and Alice Bluebonnet" |       |

## إطلاق سراح
تم إصدار جعل الموسيقى ملكي في البداية في المسارح في عام 1946. مثل العديد من ميزات الحزمة الأخرى في الأربعينيات ، لم يتم إعادة إصدارها على نطاق واسع. بدلاً من ذلك ، تم فصل مقاطعها المميزة وإصدارها كأفلام قصيرة منفصلة أو استخدامها كقطع في برامج ديزني التلفزيونية .

### وسائل الإعلام الرئيسية
تم إصدار جعل الموسيقى ملكي في الأصل على الفيديو المنزلي في اليابان في 21 أكتوبر 1985. تم إصدار جميع مقاطعها (باستثناء بدونك و مارتينز وكويز ) على الفيديو المنزلي في الولايات المتحدة منذ عرضها في مسلسل عالم ديزني السحري التلفزيوني و  تم إصدارها فقط على شكل مقاطع قصيرة.
ظهر <i id="mw7g">كيسي آت ذا بات</i> في إصدار عالم ديزني الرائع: الموسيقى من حكايات ديزني الطويلة في عام 1985.
بلو بايو ، أول ذا كاتس جوين ان ، اثنان من الصور الظلية ، بعد أن ذهبت ، وظهرت الحوت الذي أراد الغناء في ذا ميت في عالم ديزني الرائع: الموسيقى ، عالم ديزني الرائع: الموسيقى للعالم بأكمله في عام 1986.
تم إصدار بيتر و الذئب لأول مرة في كتاب القصص الكلاسيكي على  في اتش اس (قرص رقمي متعدد الاستخدامات) في عام 1982 وانضم في النهاية إلى سلسلة والت ديزني الكلاسيكيات القصيرة (جنبًا إلى جنب مع ويلي الحوت الأوبرالي  ) ومجموعة القصص المفضلة.
تم إصدار جوني فيدورا و أليس بلوبونيت على القرص في عام 1999 كجزء من مجموعة أقراص مختارات ديزني لاند 3 ، حيث كانت جزءًا من حلقة مغامرات في الخيال على الجانب 5. تم إصدار الفيلم الفعلي على في اتش اس (قرص رقمي متعدد الاستخدامات) و دي في دي (قرص رقمي متعدد الاستخدامات)  في 6 يونيو 2000 تحت خط مجموعة والت ديزني الكلاسيكيه الذهبية . قاموا بتحرير هذا الإصدار لإزالة مارتينز وكويز ، والتي تضمنت مسرحية هزلية غير مناسبة للأطفال ،  بالإضافة إلى تحرير الصور الجنسية في أول كاتس جوين ان .
خارج أمريكا الشمالية ، لم تكن جعل الموسيقى ملكي متوفرة إلى حد كبير على دي في دي (قرص رقمي متعدد الاستخدامات) و في اتش اس (قرص رقمي متعدد الاستخدامات). ومع ذلك ، فقد كان متاحًا في الدول الاسكندنافية على كل من في اتش اس (قرص رقمي متعدد الاستخدامات) (1983) و دي في دي (قرص رقمي متعدد الاستخدامات) (2006) ومنذ 2013 على دي في دي (قرص رقمي متعدد الاستخدامات) في المملكة المتحدة (مع وجود مارتينز وكويز على حالهما ، ولكن لا يزال يتم تحرير الصور الجنسية في أول ذا كاتس جوين ان ). يعتبر فيلم  مغامرات إكابود و السيد تود هما أكبر فيلمين من أفلام الرسوم المتحركة من إنتاج شركة ديزني لم يسبق لهما مشاهدة إصدار على المنطقة 4 دي في دي (قرص رقمي متعدد الاستخدامات) في أستراليا ؛ ومع ذلك ، فإن مغامرات إيكابود و السيد تود حصلوا على إصدار في اتش اس (قرص رقمي متعدد الاستخدامات) في أستراليا في عام 2000.
اعتبارًا من سبتمبر 2021 ، يعد فلم جعل الموسيقى ملكي الفيلم الوحيد في فيلم الرسوم المتحركة من ديزني والذي لا يزال غير متوفر على ديزني + . ومع ذلك ، هناك التماس على موقع Change.org للمطالبة بمنصة البث لإضافة هذا الفيلم. اعتبارًا من 16 آذار (مارس) 2022 ، لا يزال الفيلم غير متاح على ديزني + ويوجد على عريضة change.org أقل من 1000 توقيع.
بعد البقاء في ديزني فولت لمدة 21 عامًا ، أصدرت ديزني لعبة جهل الموسيقى ملكي و وقت الانغام لأول مرة على الإطلاق على بلو راي ، من خلال موقع ديزني موفي كلوب في 2 نوفمبر 2021. على الرغم من التقارير الصريحة الصادرة عن خدمة عملاء ديزني والتي تؤكد أن هذا الإصدار سيكون غير مقطوع ويذكر صراحةً أن الإصدار سيشمل جميع المقاطع الموسيقية العشرة ، احتوت الأقراص الفعلية على الإصدار 2000 الخاضع للرقابة من الفيلم ، وتحرير العناوين الافتتاحية بشكل غير متسق مع إزالة «مارتينز» وتسلسل كويز والتعديلات في تسلسل «أول ذا كاتس جوين ان». تتضمن العبوة أيضًا بشكل غير متسق تحذيرات المحتوى مع ذكر تسعة تسلسلات ليتم تضمينها. بدأ أعضاء موفي كلوب عريضة لطلب تفسير بشأن المعلومات المتضاربة المقدمة قبل الإصدار والتعبئة والتحرير غير المتسقين في هذه الطبعة ، على أمل أن تقدم ديزني برنامج استبدال القرص لتضمين النسخة الكاملة من الفيلم كما تم الإعلان عنه وتأكيده من قبل ديزني موفي  المؤدية إلى الإصدار.

## استقبال

### شباك التذاكر
حقق الفيلم 2،085،000 دولار في الإيجارات المحلية من الولايات المتحدة وكندا. تراكميًا ، بلغ إجمالي الإيجارات في جميع أنحاء العالم 3،275،000 دولار.

### استجابة حرجة
صرح  هابيل جرين من  فارايتي أن «الرسوم المتحركة واللون والموسيقى والتأرجح مقابل السيمف والخيال والتنفيذ والرسم - أن ميزة ديزني هذه (سنتان قيد الإعداد) قد تحظى بأكبر قدر من الاهتمام حتى الآن. تم إثبات مزيج الرسوم المتحركة مع العمل البشري من قبل ؛ هنا احتفظ ديزني بجميع شخصياته في شكلها الفني الأساسي ، لكنه منحهم الصفات الإنسانية والأصوات والعلاجات ، وهي خطوة أخرى إلى الأمام في المجال حيث تخرج الرسوم الكاريكاتورية في مجال الكلاسيكيات.»  شعرت تقارير هاريسون أن بعض السراويل القصيرة كانت «مسلية أكثر من غيرها ، لكنها كلها جيدة ، ولكل منها ما يرضي رواد السينما من جميع الأذواق والأعمار. إنه مزيج مبهج من الكوميديا ، والموسيقى ، والشفقة ، والرسوم المتحركة ، والألوان ، مع تقديم علاج خيالي للغاية.» 
أشاد بوسلي كروذر ، في مراجعة لصحيفة نيويورك تايمز  ، بالفيلم باعتباره «تجريدًا رائعًا حيث ترقص الآلات الموسيقية الخيالية بشكل مثلي على أقراص ملونة منزلقة ، وتتسابق مجموعات من الأصابع الممزقة بهدوء على أشرطة مفاتيح البيانو والنغمات الموسيقية التي تتطاير بعنف عبر الألوان المتعددة. جو - كل ذلك إلى المرافقة الوخزة لرباعية بيني جودمان التي تعزف أغنية الشعلة القديمة والشغوفة ،»بعد أن ذهبت«. يمتزج اللون والشكل والموسيقى بشكل ديناميكي في هذه القطعة ، ويتم تحقيق مثير غني للإيقاع الحسي بشكل مثير.»  كتب إدوين شالرت من صحيفة لوس أنجلوس تايمز أن جعل الموسيقى ملكي كانت «صورة لكثير من الإبداع والخيال. يمكن الإشارة إلى أنه كلما كانت الصورة أخف وزاد تميزها. وعلى الرغم من أن الموسيقى هي الكلمة الرئيسية في الإنتاج ، إلا أنها تتراوح جيدًا بين الكوميديا ، وبكثرة إلى التأرجح.» 
حصل الفيلم على تصنيف أ على موقع روتن توميتوز ، بمتوسط درجات 6.5/10 . يقول الإجماع النقدي للموقع ، «هذه المجموعة من الأفلام القصيرة ذات الطابع الموسيقي لا تصل إلى المستويات الفنية لفانتازيا ، لكنها متحركة بشكل جيد وممتعة في الغالب.»

## روابط خارجية
- جعل الموسيقى ملكي على موقع IMDb (الإنجليزية)
- جعل الموسيقى ملكي على موقع ميتاكريتيك (الإنجليزية)
- جعل الموسيقى ملكي على موقع روتن توميتوز (الإنجليزية)
- جعل الموسيقى ملكي على موقع نتفليكس (الإنجليزية)
- جعل الموسيقى ملكي على موقع ألو سيني (الفرنسية)
- جعل الموسيقى ملكي على موقع Turner Classic Movies (الإنجليزية)
- جعل الموسيقى ملكي على موقع أول موفي (الإنجليزية)
- جعل الموسيقى ملكي على موقع فيلمافينيتي (الإسبانية)
- جعل الموسيقى ملكي على موقع قاعدة بيانات الأفلام السويدية (السويدية)
- جعل الموسيقى ملكي على موقع قاعدة بيانات الفيلم (الإنجليزية)
- Make Mine Music at The Big Cartoon DataBase